# 伊德里亞

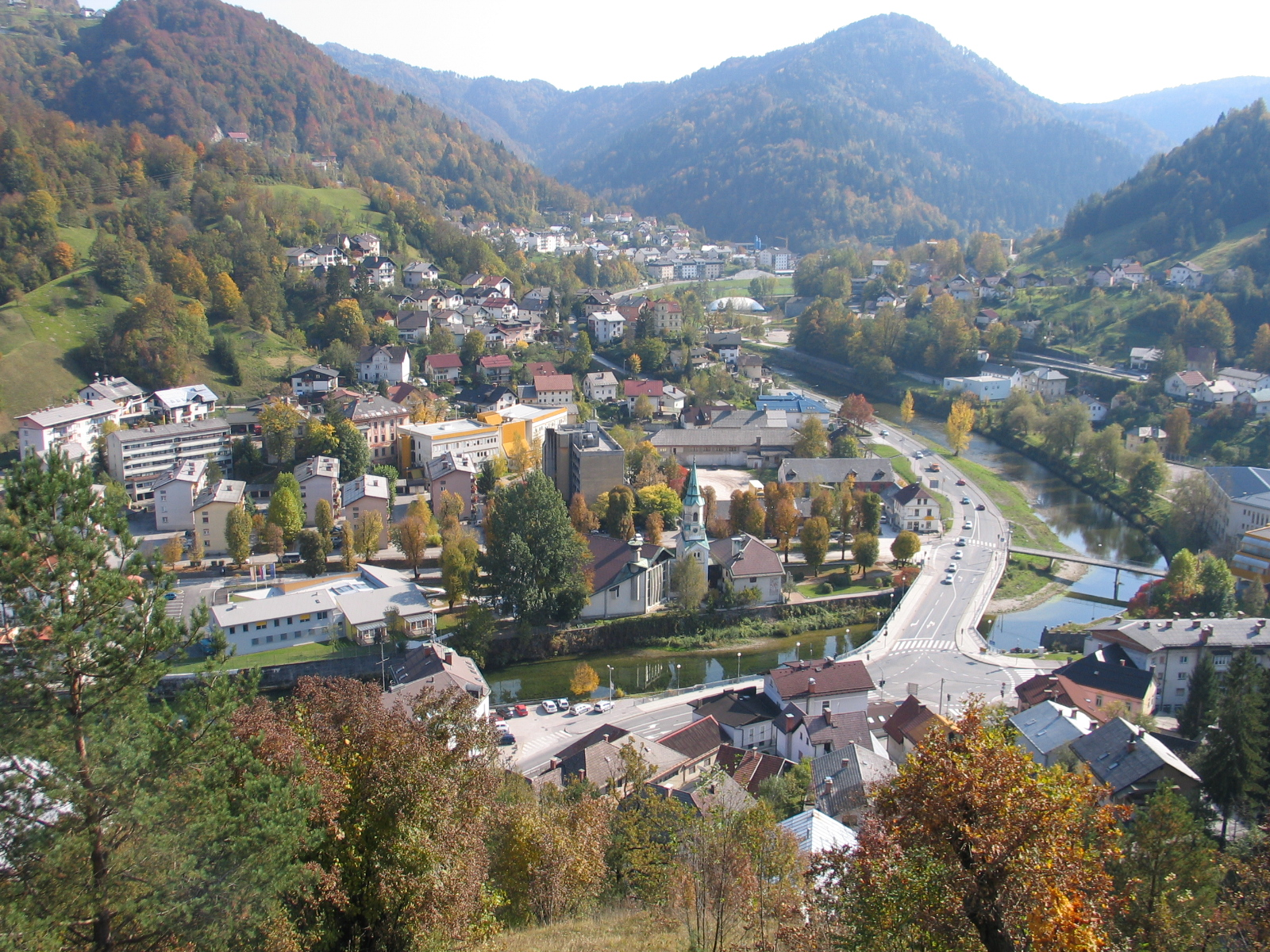

伊德里亞是斯洛文尼亞西部伊德里亞市鎮的城鎮及行政中心。城镇面積为13.1平方公里，海拔高度334.5米，該鎮在公元1497年發現汞礦，鎮上的城堡建於1527年，2022年人口数量为5,878人。

## 外部連結
- Idrija （页面存档备份，存于）, official page of municipality (in Slovene)
- Idrija on Geopedia（页面存档备份，存于）
- Tourist info （页面存档备份，存于）
- Town portal（页面存档备份，存于）